# Панаєвське сільське поселення
Пана́євське сільське поселення (рос. Панаевское сельское поселение) — сільське поселення у складі Ямальського району Ямало-Ненецького автономного округу Тюменської області Росії.
Адміністративний центр та єдиний населений пункт — село Панаєвськ.
Населення сільського поселення становить 2433 особи (2017; 2265 у 2010, 1951 у 2002).